# Ulica Pyskowicka w Tarnowskich Górach
Ulica Pyskowicka w Tarnowskich Górach – jedna z głównych ulic Tarnowskich Gór. Łączy to miasto ze Zbrosławicami, przebiega przez dzielnicę Stare Tarnowice i stanowi jeden z odcinków drogi powiatowej klasy G o numerze 3275S powiatu tarnogórskiego.

## Przebieg

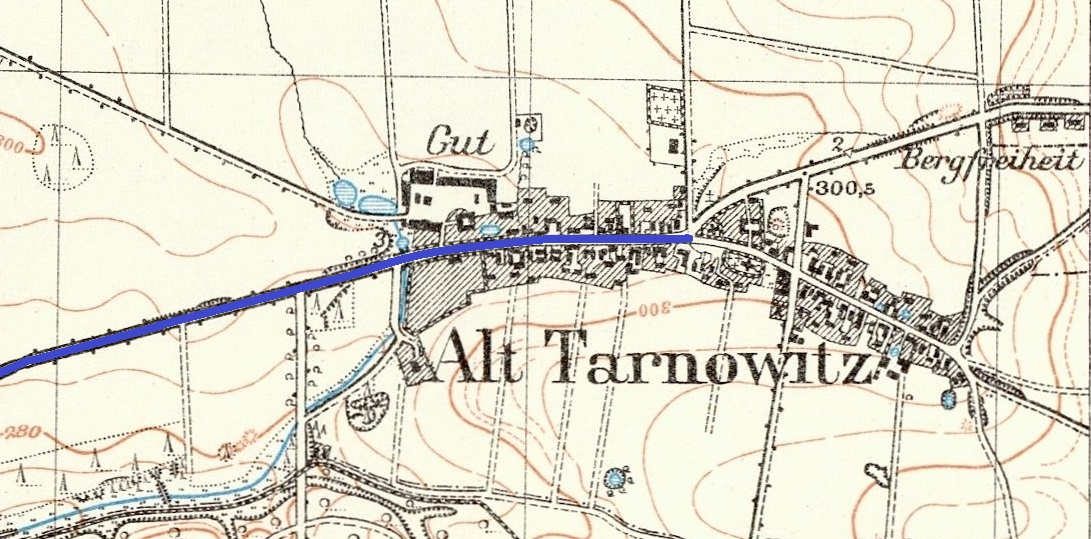
Ulica Pyskowicka (zaznaczona na niebiesko) na niemieckiej mapie Starych Tarnowic z 1883

Ulica Pyskowicka stanowi kontynuację ulicy Kardynała Stefana Wyszyńskiego. Swój przebieg rozpoczyna na skrzyżowaniu z ulicą Wincentego Janasa, następnie biegnie w kierunku zachodnim, mijając m.in. Zamek w Starych Tarnowicach oraz Wielospecjalistyczny Szpital Powiatowy im. Bronisława Hagera. Kończy się na granicy Tarnowskich Gór z gminą Zbrosławice, a jej kontynuacją jest ul. Wolności w Zbrosławicach.

## Nazwa
Nazwa ulicy pochodzi od miasta Pyskowice, w którego kierunku prowadzi. W latach okupacji niemieckiej (1939–1945) ulica nosiła nazwę Peiskretschamerstraße.

## Historia
Droga łącząca zamek z gródkiem rycerskim oraz kościołem w centrum wsi, której śladem obecnie biegnie częściowo ulica Pyskowicka, musiała istnieć od zarania dziejów Tarnowic. W 1736 roku droga z Tarnowskich Gór do Zbrosławic przez Stare Tarnowice pojawia się na mapie księstwa opolskiego autorstwa Iohannesa Wolfganga Wielanda. W 1806 roku szosa z Tarnowskich Gór prawdopodobnie aż do zamku (będącego wówczas własnością Gottlieba von Büttnera) została utwardzona.
W latach 1922–1939 obecna ulica Pyskowicka kończyła się granicą państwową II RP z Niemcami. Na końcu tej ulicy znajdowało się przejście graniczne oraz Placówka Straży Granicznej I linii „Tarnowice Stare” i Placówka Straży Celnej „Stare Tarnowice”.

## Budynki

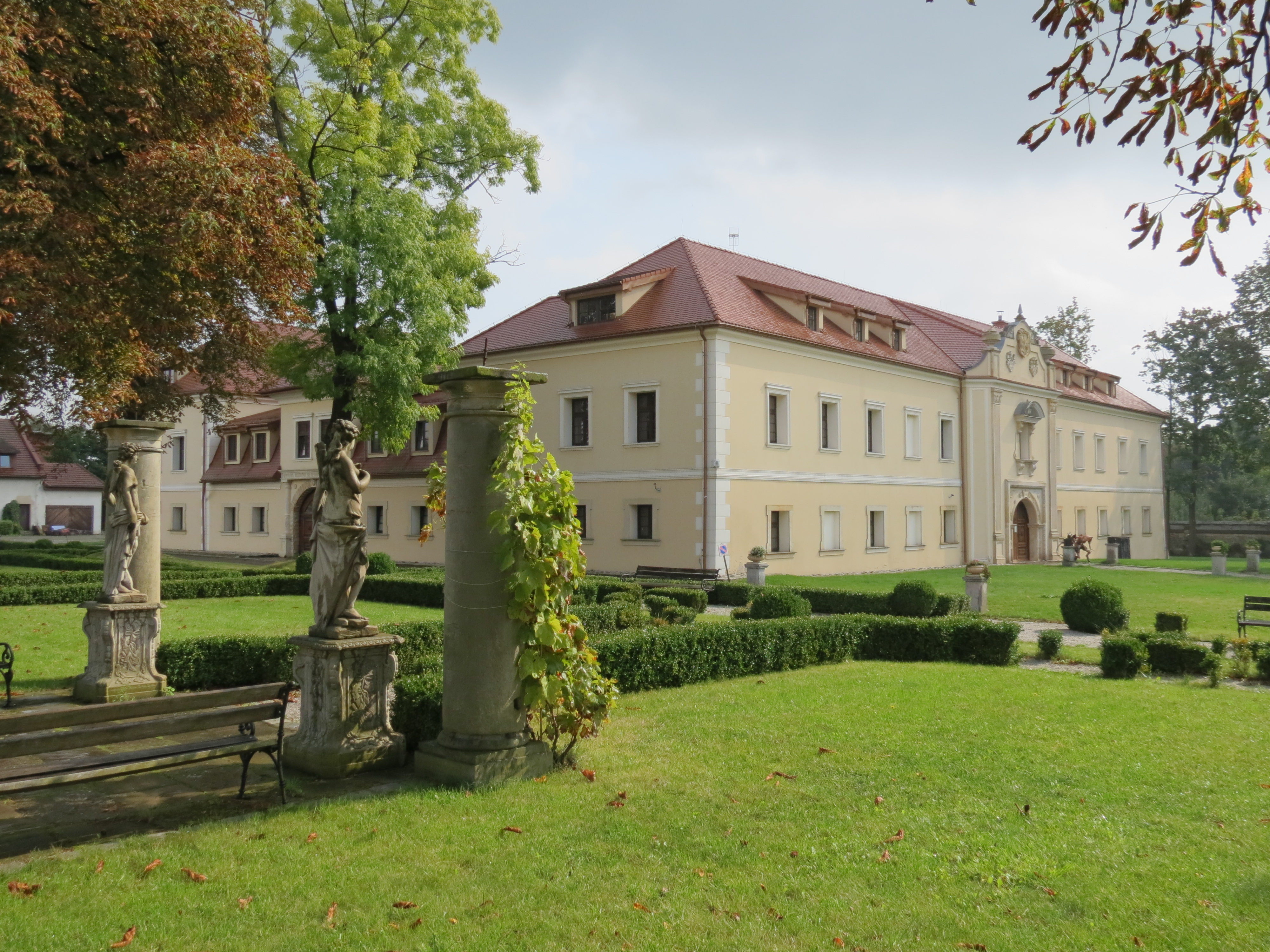
Zamek w Starych Tarnowicach, ul. Pyskowicka 39

Przy ulicy Pyskowickiej znajdują się m.in.:
- Zespół zamkowy i folwarczny z XVI wieku, wpisany do rejestru zabytków (nr rej. A/639/66 z 2 maja 1966[9]), obejmujący Zamek w Starych Tarnowicach, park oraz stodołę, stajnię, oborę i dwie oficyny wchodzące w skład folwarku, obecnie Centrum Sztuki i Rzemiosła Dawnego – ul. Pyskowicka 39,
- stanowisko archeologiczne osady z okresu kultury przeworskiej i wczesnego średniowiecza, wpisane do rejestru zabytków (nr rej. C/1332/85) – miejsce o współrzędnych 50°25′59″N, 18°47′36″E[10],

obiekty wpisane do Gminnej Ewidencji Zabytków:
- budynek mieszkalny z 1867 roku – ul. Pyskowicka 16-18,
- kapliczka na słupie z 1880 roku,
- budynek dawnej świetlicy wiejskiej oraz gospody z przełomu XIX i XX wieku – ul. Pyskowicka 12,
- budynki mieszkalne z przełomu XIX i XX wieku – ul. Pyskowicka 31 i 40,
- budynki mieszkalne z początku XX wieku – ul. Pyskowicka 13 i 24,
- budynki pofolwarczne z początku XX wieku – ul. Pyskowicka 43 i 45,
- kapliczka z początku XX wieku w murze otaczającym zamek, z figurką Najświętszej Maryi Panny – ul. Pyskowicka 39,
- stanowiska archeologiczne – średniowieczne ślady osadnictwa i osady z okresu średniowiecza – miejsca o współrzędnych: 50°26′20″N, 18°48′14″E; 50°26′09″N, 18°48′51″E; 50°26′17″N, 18°49′03″E i 50°26′18″N, 18°47′30″E.

Do zabytków nie należą znajdujące się przy ulicy Pyskowickiej budynki m.in. Wielospecjalistycznego Szpitala Powiatowego S.A. NZOZ Szpitala im. dr. Bronisława Hagera (ul. Pyskowicka 47-51) oraz Zarządu Dróg Powiatowych w Tarnowskich Górach (ul. Pyskowicka 54).

## Komunikacja

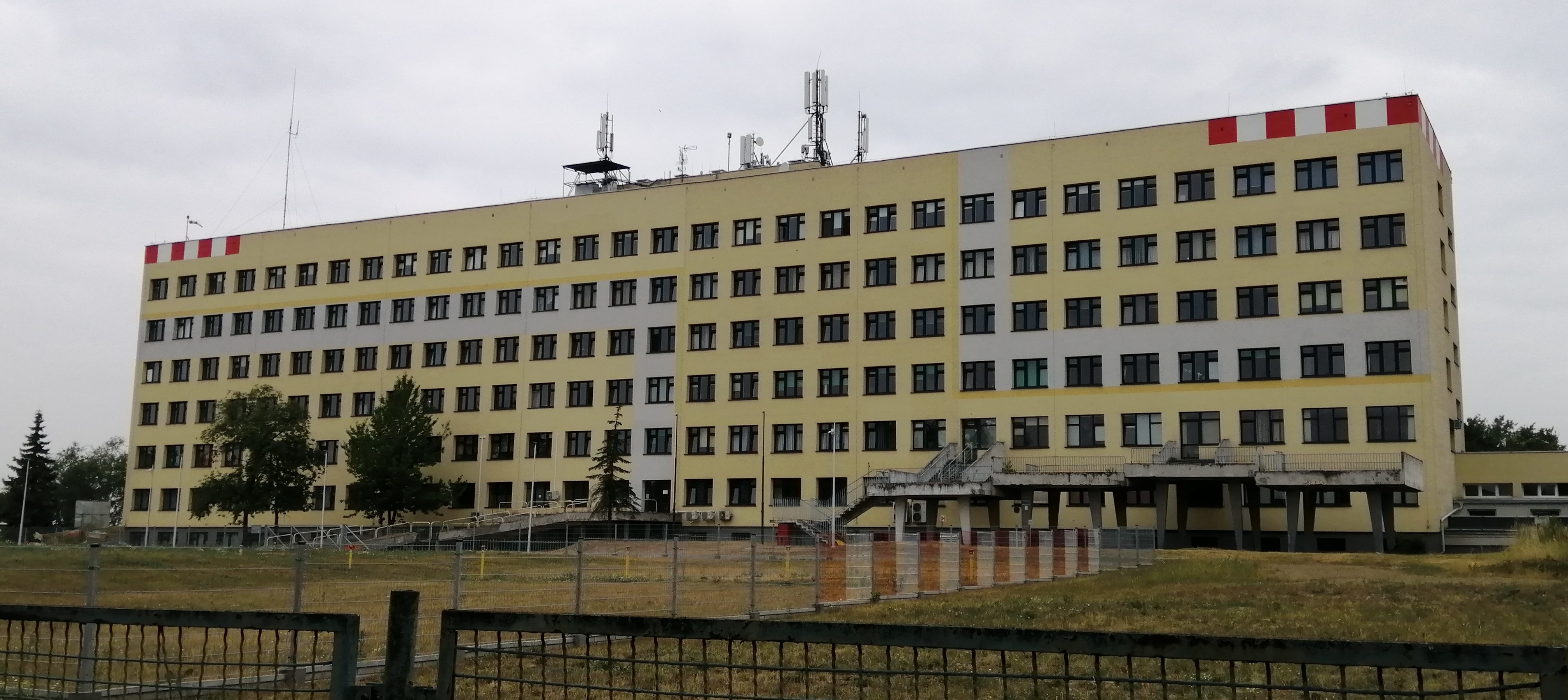
Wielospecjalistyczny Szpital Powiatowy S.A., ul. Pyskowicka 47-51

Według stanu z sierpnia 2024 roku ulicą Pyskowicką kursują autobusy organizowane przez Zarząd Transportu Metropolitalnego , obsługujące następujące linie:
- M107 (Tarnowskie Góry Dworzec – Pyskowice Szpitalna),
- 3 (Osada Jana Pawilon – Stare Tarnowice GCR),
- 64 (Tarnowskie Góry Dworzec – Stare Tarnowice Pętla),
- 80 (Tarnowskie Góry Dworzec – Gliwice Centrum Przesiadkowe),
- 134 (Tarnowskie Góry Dworzec – Wieszowa Stacja Paliw),
- 135 (Bytom Dworzec – Stare Tarnowice GCR),
- 142 (Tarnowskie Góry Dworzec – Strzybnica Kościelna),
- 191 (Tarnowskie Góry Dworzec – Boniowice Szkoła),
- 614 (Miasteczko Śląskie Osiedle – Rybna Lotników),
- 749 (Tarnowskie Góry Plac Zembali – Stare Tarnowice GCR),
- 780 (Szarlej Kaufland – Stare Tarnowice GCR).

Przy ulicy zlokalizowane są przystanki autobusowe Stare Tarnowice Szpital oraz Stare Tarnowice Pętla.

## Mieszkalnictwo
Według danych Urzędu Stanu Cywilnego na dzień 31 grudnia 2022 roku przy ulicy Pyskowickiej zameldowane na pobyt stały były 264 osoby.